# Bony de Costa Llímpia
El Bony de Costa Llímpia és una muntanya de 2.247 metres que es troba al municipi de les Valls de Valira, a la comarca de l'Alt Urgell.